# Romualdo Pacheco
José Antonio Romualdo Pacheco, né le 31 octobre 1831 à Santa Barbara et mort le 23 janvier 1899 à Oakland, est un diplomate et homme politique américain membre du Parti républicain, qui est notamment lieutenant-gouverneur de Newton Booth entre 1871 et 1875, puis gouverneur de Californie par intérim en 1875. Il représente ensuite le 4e district de Californie à la Chambre des représentants des États-Unis de 1877 à 1878 et de 1879 à 1883.
Ayant commencé sa carrière politique comme sénateur puis député de l'État, il est nommé trésorier en 1863 et quitte ce poste en 1867. Il est le premier gouverneur d'origine hispanique de Californie, et aussi le premier gouverneur à être né dans l'État fédéré de Californie.